# Hand i hand, hand i hand, fram vi går till ett bättre land
Hand i hand, hand i hand, fram vi går till ett bättre land är en körsång vars författare är okänd. Den sjungs till en melodi av William Augustus Ogden.

## Publicerad i
- Frälsningsarméns sångbok 1929 som nr 109 i kördelen under rubriken "Jubel, strid och erfarenhet".
- Frälsningsarméns sångbok 1968 som nr 101 i kördelen under rubriken "Jubel, Strid Och Erfarenhet".
- Frälsningsarméns sångbok 1990 som nr 834 under rubriken "Glädje, vittnesbörd, tjänst".